# ジューン・ラブジョイ
ジューン・ラブジョイ（June Lovejoy、1994年12月1日 - ）は、日本のAV女優、YouTuber。アメリカ合衆国フロリダ州出身。

## 略歴
2020年1月にAVデビュー。所属事務所はプライムエージェンシー。また、デビューして間もなくYouTubeチャンネル『ジューン・ラブジョイwith Love&Joy』（現『June Lovejoyジューン・ラブジョイ』）を開設。
2020年11月、ラブジョイ及びメロディー・雛・マークスの活躍が目覚ましかったとして「金髪」の単語が週刊プレイボーイ選定・2020年AV流行語大賞第6位に選ばれる。
2021年2月、月刊FANZAの「このAV女優がすごい!2021冬」で3位獲得。
2021年5月、週刊プレイボーイによる「次世代美巨尻AV女優ベスト10」に選出され、AVブロガーであるヘルス侍のレビューで「尻番長」と命名される。
2021年8月、FLASHの「読者300人が選んだFLASH 2021セクシー女優ランキング」で読者投票63位。
2022年2月18日の公式ツイッターで、プライムエージェンシーを退所しフリーとなったことを報告。同年3月3日よりフリー女優連盟に加入。
2022年秋より学んできた映像分野（プロデュース業）への挑戦、映画監督・横山翔一との出会いから海外展開を前提にした映画作りを思いつき、クラウドファンディングを開始。同年12月1日、DMM GAMES「クリムゾン妖魔大戦 新キャラクター声優公開オーディション」にエントリー。
2023年10月4日に豊胸手術を受けたことをツイート。
AV女優としての作品ごとの契約のあり方については明かしていないが、いわゆるAV新法が制定されて以降、「発売される作品の出演オファーと契約がそれまでと比べても厳格・複雑になっていて受諾する事が難しくなっており、「受けてもらえない」と思われてオファーも減っている」とコメントしている。このためフリーランス以降は訪日外国人観光客向けのへ“大人向けツアー”のガイドが主要な仕事となっている。
2025年4月10日には、レフカダ新宿で行われた「尻好きだよ！全員集合～巨尻娘のヒップを肴に飲んで楽しむ尻愛好家イベント～」に出演。同年4月13日には音楽アルバム『One-sided』をリリース。

## 人物
- 趣味は、ポケモン・ルパン三世・どうぶつの森・運動・料理・読書。特技は、翻訳・通訳・撮影・芝居・フェラ[1]。ポケットモンスターとルパン三世シリーズの大ファン[16]。

- 大学では映画、舞台、映像編集を多角的に学んでいた[9]。大学はアメリカで2年、日本で2年通う[17]。

- 子供の頃に日本のアニメや漫画が好きになり日本に興味を持ち、いつか日本に住みたいと日本語を勉強。2018年に来日し、日本国内で就職するために定住していた[18]。

- 初体験は16歳の時に同級生と教会の駐車場に停めた彼の車の後部座席で[19]。洗礼を受けていたので婚前交渉は地獄に落ちると思い心の中で懺悔した[19]。が、慣れてくると2時間歩いた森の中でジャケットを敷いて青姦するようになった[19]。なお、青姦が今でも一番好きなシチュエーション[19]。

- 元々ポルノ全般に興味はあったが、母国のポルノは前戯がないなど完全に男性向けであり、日本のAVは女性でも楽しめると感じたこと[18]と、当時勤めていた会社がいわゆるブラック企業だったことに対し、AV業界は「誰とセックスをする、どんなプレイをする、拘束時間は何時間みたいなことがハッキリとしている」という点に魅力を感じたことがデビューのきっかけ[20]。また、自身は“性欲モンスター”でAV女優は天職だと話している[16]。また、日本のセクシービデオはモザイクというハンデがある分、とてもクリエイティブであると述べている[21]。

- アメリカのAV女優メロディー・雛・マークスとはプライベートで親交があり、メロディーが来日する度に遊びに行ったりイベントに参加している（日本語が得意ではないマークスの通訳を務めたりもする）[22]。2023年にはAVでの共演も実現しており、また自身のYouTubeチャンネルにも出演してもらっている。

## 作品

### アダルトDVD
- 綺麗な顔してお尻と太ももが超ヘビー級! 激しく責められたい欲求不満なアメリカ人妻 JUNE LOVEJOY AVデビュー!（1月13日、Fitch）
- グッドモーニング!ラブ先生 むっちりアメリカ人英会話教師 中出しAV出演!（1月25日、本中）
- 大ヒット御礼!! 過去最多・最長4人約4時間収録!! 逆転マジックミラー号 パート5 今回は令和初の新成人がターゲット! 「二次会後のほろ酔い新成人達の大胆SEXをナマで見たくないですか?」 大人数に見られているとは知らずに激イキ姿を大胆に披露!（3月12日、SODクリエイト）
- こんなエッチな外国人観光客がいたら貴方は勃起せずに断れる!? 日本チ○ポを喰いまくるドスケベ金髪娘（4月9日、DANDY）
- 爆乳爆尻肉感レズビアン 織田真子 ジューン・ラブジョイ（4月19日、レズれ!）
- 見た目は癒され系アメリカ人妻だけど中身はごっくん大好き性欲バケモノ! 笑顔でがぶ飲み15発（4月23日、コスモス映像）[23][24]
- SNSにあげたエロい映像を会社の同僚に見られてパコパコハメられてイキ狂う巨尻裏垢メスブタOL 本能丸出し変態SEX（4月25日、AVS Collector's）
- グラマラス白人美女が密着しながら全身を隈なくねっとり舐め回すザーメンごっくん性交（5月1日、h.m.p）
- ノーパンパンストを見せつけ勃起を誘うマンチラ先生（5月1日、MOODYZ）
- 真っ白な豊満尻をくねらせる欲求不満なアメリカ人妻の卑猥な肉欲性活（5月1日、Fitch）
- リピーター続出! ニッポンのおもてなし文化に感銘を受けたブロンド女神がスーパーヘビー級の太ももとデカ尻で日本人ち○ぽを射精へと導く密着肉感エステ（5月1日、LUNATICS）
- これが日本のトイレなの!?（5月8日、レイディックス）
- 縄酔い人妻 緊縛に憧れる金髪人妻（5月13日、AVS Collector's）
- 超ゴージャスムッチリボディがぶつかり合う肉弾戦開幕!! 褐色の巨乳“結白まさき” VS 金髪の巨尻“ジューン・ラブジョイ”（5月15日、DOC）
- 事故物件×留学生 四畳半の不可思議な情事 実写版（5月21日、SODクリエイト）[24]
- 自由の国が生んだグラマラス人妻マドンナ初登場!! 親父の嫁は超絶倫外国人!? 汗だくデカ尻セックスで何度も精液を搾り取られた僕（5月25日、マドンナ）
- 地味系アメリカ人留学生はデカ尻の超安産型の自ら喉奥まで咥え込む金髪白人痴女でした。（6月1日、キチックス/妄想族）※「Kate（ケイト）」名義
- アメリカ人ママタレントのむっちりデカ尻から香り出す催淫フェロモンでいくら射精しても萎えなくなった暴走チ○ポを何度もハメられ撮影現場でノンストップ羞恥イキ! 連続中出し8発!ぶっかけ7発! そしてマシンバイブ（6月11日、サディスティックヴィレッジ）
- 鉄腕美女ダイナウーマン アメリカン（6月12日、GIGA）
- 一般男女ドキュメントAV 観光で来たアメリカ人のデカ尻妻に僕の部屋を民泊利用で貸し出したその日から帰国する直前まで生ハメで何度も精子を搾り取られた OMG!（6月19日、DEEP'S）
- ALTの妻がDQNたちにNTRました（6月19日、ミセスの素顔）
- パパ活巨尻留学生 性欲モンスター熱狂セックス 日本人のチ●チ●本当大好き（6月19日、ABC/妄想族）
- 入院中の性処理を母親には頼めないからお見舞いに来た叔母にお願いしたら優しい騎乗位でこっそりぬいてくれた 20 中出しスペシャル（6月25日、ナチュラルハイ）
- ［本邦初公開］ 都内高級出張メンズエステ店で本番できるか盗撮カメラを仕掛けて実験してみた。 ※全員本番中出し成功 ※4名出演（6月27日、MERCURY）
- 異国の純白娘 Mの恥辱、縄乞い緊縛調教（7月3日、h.m.p）
- どこでもフェラさせられちゃう素人娘たち 5 13人（7月7日、かぐや姫Pt/妄想族）
- 女教師NTR 英語ティーチャーの妻が教頭先生と修学旅行の下見へ行ったきり…（7月13日、溜池ゴロー）
- 金髪ヤリマン巨乳人妻の下品なナマ交尾は性欲無限大!!（7月19日、OPPAI）※「ラブ」名義
- どこでもおしっこ! 素人娘の大放尿40人 スロー再生でじっくり鑑賞できるマニア向け映像 3（7月19日、かぐや姫Pt/妄想族）
- 催淫洗脳された白人講師は嫌がりながらも淫乱ビッチになっていた。（7月25日、ダスッ!）
- 接吻コントロール（7月31日、ワープエンタテインメント）
- 素人娘の全裸図鑑 13 今時の女の子12名が恥らいながら脱衣していく様子をじっくり撮影した、変態紳士のためのヘアヌードコレクション（8月7日、かぐや姫Pt/妄想族）
- 痴漢総決起集会2020 超豪華版 撮り下ろし10作品 完全［中出し］スペシャル（8月13日、ナチュラルハイ）
- 義父といやらしいアメリカ人嫁の肉体（8月13日、ながえスタイル）
- 白人美女の巨尻が猥褻過ぎて秒殺で悩殺!!（8月19日、MARRION）
- 日本語力とオタクっぷりすごすぎ‥ 100センチ越え巨尻おねえさん! ド迫力ボディを徹底的にトロかされ日本の硬質チ●ポでイキ狂う!（8月25日、ブロッコリー/妄想族）
- 勃起したままの男を一切動かさないS字尻振り騎乗位介助で骨抜きにする美尻ナース VOL.3（8月27日、DANDY）
- おま●この形状まるわかり! 薄いパンツの上からマン汁ぬるぬる透けオナニー 4（9月7日、かぐや姫Pt/妄想族）
- 朝起きたら女になっていた日本在住のアメリカ人男性(24)を徹底取材 同棲中の日本人の彼女がいるがお構いなしに寝取ってメス堕ちさせた（9月7日、かぐや姫Pt/妄想族）※「ジャーヴィス・ロッセン」名義
- 夫婦で挑戦! ジューン・ラブジョイの凄テクで夫が2回イカされたら妻が寝取られナマ中出しSEX!（9月13日、はじめ企画）
- ど淫乱な金髪デカ尻女が棲む売春木賃宿 【秘境風俗探訪】 築50年以上ありそうな木造のボロい風俗店に入ったら、めっちゃキレイな白人の嬢が出てきた(しかもめちゃくちゃスケベで何度も生ハメ中出ししまくった!（9月18日、アリスJAPAN）
- ゾウさんパンツでフェラ11人 ブリーフの先っちょからチ●ポを引っ張り出して喉奥でグポグポする気持ちいいフェラチオ 2（9月19日、かぐや姫Pt/妄想族）
- 人妻の浮気心（10月1日、人妻援護会）
- 発情した団地妻は夫の居ぬ間にノーブラ誘惑して汗だくで何度も交尾する説 3（10月1日、変態紳士倶楽部）
- わたしの豚ヅラ、見てください。（10月2日、ドリームチケット）
- 国際結婚NTR セガレの嫁はパツキン妻!!（10月7日、JET映像）
- 相続で莫大な財産を手にした僕を奪い合うパイズリご奉仕Wメイド（10月19日、OPPAI）
- 熟女限定 熟女が部屋にやって来たお持ち帰り盗撮 そのままAV発売へ 34 四十路の爆乳!性欲旺盛!熟女年下喰い編（10月19日、熟女バンク）※「ケリー」名義
- 角オナニー 擦り付けたら止まらない 3 14人（10月19日、かぐや姫Pt/妄想族）
- 街で振り返るブロンド美人、中身は性欲モンスター 〜噴き過ぎてスイマセン〜（11月1日、S-Cute）
- 砂漠の女コマンドー 牝捕虜拷問指令（11月7日、シネマジック）
- 「おばさんの下着で興奮するの?」 脱ぎたてのパンティで甥っ子の精子を一滴残らず搾りとる叔母（11月19日、VENUS）
- 涙のノンストップ激イカせSEX 3（11月25日、セレブの友）
- 「おばさんの下着なんか盗んで一体ナニするの…?」 2 夫に相手にされなくなった人妻はパンツを盗られて発情する! 13人全員撮り下ろし（12月1日、ミセスの素顔/エマニエル）
- 爆乳女教師とのヤリ目で参加する二泊三日の中出し修学旅行（12月19日、VENUS）
- 無理やりマ○コにぶち込まれ激ピストンでイカされた愛液まみれのチ○ポをイラマチオ!強制PtoMで変態覚醒した敏感女（12月24日、ナチュラルハイ）
- 彼女がお盆で実家に帰省中に、アメリカ人留学生と欲望剥き出しでハメ続けた夏の二日間。（12月25日、h.m.p DORAMA）

- オ・ン・ナ♀ざかり ジューン・ラブジョイ（1月1日、ワープエンタテインメント）
- 発射無制限!! 日本のおもてなし文化に感銘を受けデカ尻ソープ嬢に転身したあの頃憧れていたブロンド英語教師にアメリカンなダイナマイトヒップで一晩中生でヌかれまくった。（1月1日、LUNATICS）
- 変態上司に接吻調教された若妻（1月13日、セレブの友）
- 民泊の主人にヘンタイ性欲を仕込まれる訪日外国人（1月19日、シネマジック）
- 女子大生。処女。初めての気持ち…。 初めての感情に揺れる想い…。私、女の人が好きみたいなんです…（2月7日、ビビアン）
- 国際格差カップル 超デカ尻白人美女と、さえない尻好きおじさん 超ラブラブヤリまくり変態同棲セックス（2月7日、ビッグ・ザ・肉道/妄想族）
- 「制服・下着・全裸」でおもてなし またがりオマ○コ航空 13 ガニ股騎乗位便 黒パンストver（2月11日、SODクリエイト）
- アメリカの奇跡ジューン・ラブジョイと精子枯れるまでねっとり濃密3本番尻推し騎乗位!（2月13日、セレブの友）
- 卑猥語女（2月19日、MARRION）
- 満員電車でムチムチニット痴女2人のデカ尻に挟まれ勃起したち○ぽを笑顔で射精させられた（2月25日、ナチュラルハイ）
- 金髪デカ尻120cmサイズの英会話教師ジューン・ラブジョイを堕とす調教SEX（3月13日、セレブの友）
- 密室痴漢 逃げ場なく強引にイカされ抵抗できず犯られる女たち（3月25日、ナチュラルハイ）
- お嬢様学校 お仕置き倶楽部レズビアン 〜ペニバン喉奥イラマチオ調教に悶える女生徒〜（4月7日、ビビアン）
- ムッチリ総合病院（4月15日、グローリークエスト）
- ヤリマンワゴンが行く!! ハプニング ア ゴーゴー!! Vol.22 ジューン・ラブジョイとリズの珍道中 Let's enjoy sex!爆揺巨尻500%! 画面から飛び出る欧米製ダイナミックバディ（5月7日、桃太郎映像出版）
- 危険日直撃!! 子作りできるソープランド 28（5月7日、Mr.michiru）
- 素人なのにディルドオナニーで激しく感じちゃう一般人娘 7（5月19日、かぐや姫Pt/妄想族）
- 巨根ディルド装着して男みたいなオナニーにハマる女子たち（5月19日、タマネギ/妄想族）
- 独り暮らしの自宅に潜む侵入者に眠剤を盛られ犯りたい放題ハメられた巨乳女（6月10日、ナチュラルハイ）
- アメリカ人留学生と日本人妻の汗ダク密着レズセックス 全身をヤラしく舐め合い、トロける程熱く絡み合うゆかりとジューン（6月24日、センタービレッジ）
- 15人の語りかけ誘惑オナニー撮り下ろし大全集! アナタだけを見つめて、何度も何度もイキまくる!（6月25日、セレブの友）
- あの時のセフレは…友人の母親 ジューン・ラブジョイ（7月8日、タカラ映像）
- 極薄コンドームお試し即ハメショウルームで女性スタッフ誰とでも何度もハメ比べ放題!（7月22日、SODクリエイト）
- 日米変態合戦勃発! 青い目の性欲モンスタージューンちゃんに生ちんメッタ突き 欧米製肉便器NAKADASHI種付け輪●（7月25日、毒宴会）
- 監禁!拷問!調教!絶叫!絶頂! 強制絶頂絶叫拷問調教 無惨ICPO金髪エリート麻薬捜査官 World War極限アクメDynamite Body（8月13日、AVS Collector's）
- オトコノ娘・一ノ瀬のえる&ジューン・ラブジョイの不思議な同棲生活! 〜オトコノ娘とアメリカ娘の不思議なSEX三昧の同棲生活!（8月25日、TRANS CLUB）
- 遂に解禁!白ムチ大絶頂爆尻快感アナルファック（9月7日、Fitch）
- お義母さん、にょっ女房よりずっといいよ…（9月9日、タカラ映像）
- だれとでも定額挿れ放題! 4 月々定額料金さえ支払えば、校内の女子生徒や女教師でも誰でも挿れ放題！（9月14日、Hunter）
- いじわるご奉仕 癒しの巨尻ソープ嬢（9月21日、MARRION）
- 親肛行 死ぬほど嫌いな義父に…ケツ穴を犯された外国妻（9月28日、ダスッ!）
- はだかの主婦 目黒区在住(25) ジューン・ラブジョイ（10月1日、プラネットプラス）
- 完全撮りおろし ムチムチ肉感ディルドオナニー（10月1日、OFFICE K'S）
- この世は男と女だけ 舐め好きオヤジと欲求不満な嫁（10月28日、タカラ映像）
- Wアナルビッチ 9（11月16日、グローリークエスト）
- ジューン・ラブジョイ 2枚組ハイパーベスト9時間57分（11月23日、セレブの友）※ベスト盤
- 隣の爆尻妻 泥酔し部屋を間違え「ただいま〜!」（12月1日、プラネットプラス）

- アナルオナニー（1月4日、グローリークエスト）
- 旅行先の温泉で日本人の女の子を喰いまくる金髪レズビアン（1月13日、DANDY）
- 豊満グラマラスな先生と生徒がHな衣装を着て大騒ぎ! 爆乳&爆尻と股間が丸出しのむっちり逆バニー達が巻き起こす卑猥過ぎる肉感むちむち学園祭!（1月18日、Fitch）
- 貪欲♪なふたりのパッション!エッチ（6月10日、SILK LABO）※女性向け作品
- USA産! ヒップ113cm白い豊満ボディ ジューンラブジョイ8時間BEST（7月5日、Fitch）※ベスト盤
- 北欧の淫蕩な血族 落札されたマゾ悦虐の白い肌（8月9日、シネマジック）
- 尻地獄 Level2（8月11日、Mr.michiru）
- ジューン・ラブジョイ むちむち外国尻 神ブルマ ロリ美少女やぽっちゃり娘にピチピチブルマ&体操着を着せ、ハミパン、ムレムレワレメを毛穴まで見えるほどの超ドアップ接写!さらに尻コキ、着衣お漏らし放尿やブルマぶっかけ等ブルマ好きに送る完全着衣フェチAV（9月8日、親父の個撮）
- ○○さんですか!? 奥様個撮! ハメ放題!出し放題スペシャル（9月24日、ビッグモーカル）
- アメリカン女子留学生と淫乱お嬢様の変態レズ 〜日本の女の子のオ○ンコを舐めにカリフォルニアから来ました〜 ジューン・ラブジョイ 有村のぞみ（10月18日、U&K）
- 女上司から失神するまで快楽責めされた話 10発以上出すまで許さない逆鬼イカセSEX 巨乳痴女上司3人30射精!（12月24日、ビッグモーカル）

- ヤリマンワゴンが行く!! ハプニング ア ゴーゴー!! メロディー・雛・マークスとジューン・ラブジョイとリズの珍道中 北欧が生んだ2,700万人に1人の美少女が再来襲! ねっとり濃厚DeepKissで日本男児に猛攻SEX（1月3日、桃太郎映像出版）
- お尻見-oshirimi- act3（3月21日、タマネギ/妄想族）
- 完全プライベート映像 ムチムチ金髪外人娘ジューン・ラブジョイちゃんと初めての二人きりお泊まり（4月4日、パコパコ団とゆかいな仲間たち/妄想族）
- チンスメ おち●ぽのにおいってどうですか?（5月16日、タマネギ/妄想族）
- じゅるネチョ音とささやき淫語で耳からトロけるASMRメンズエステ（6月2日、ワープエンタテインメント）
- ムッチリボディのネイティブイングリッシュ家庭教師の体がエロ過ぎて勉強に集中できません… ジューン・ラブジョイ（7月6日、ヒビノ）
- ぅあぁぁ… 出ちゃう! 暴発寸前の鳥肌モンの恍惚感のまま83分間射精我慢 & 勃起キープを強要される寸止めコントロール ジューン・ラブジョイ（8月4日、ワープエンタテインメント）
- ジューン・ラブジョイ 濡れてテカってピッタリ密着 神スク水 可愛い女子のスクール水着姿をじっとりと堪能着替え○撮から始まり貧乳から巨乳にパイパン、ハミ毛、ジョリワキ等のフェチ接写やローションソーププレイやスク水ぶっかけ等を完全着衣で楽しむAV（9月7日、親父の個撮）
- 服をまくったら「ぶるんっ」って飛び出る大きなおっぱい または「ぷるんっ」って控えめに揺れるちっぱい（11月28日、タマネギ/妄想族）

- 木更津体育大学 相撲部女子「男には負けたくない、絶対に」土俵に立ったら、表情を崩さず何をされても取り組みする!!（2月22日、SHIGEKI）
- 「もう射精してるってばぁ」痴女られっぱなしのダメチ○ポ! イッても終わらない至福の時間!! 何度出しても許してもらえないM男クン（7月27日、ビッグモーカル）
- カメラの前でおしっこする女 5（11月26日、グローリークエスト）

### アダルトVR
- 【Fitch肉感VR】 ジューン・ラブジョイVR解禁! 外国人妻が究極のお・も・て・な・し! 生中出しデカ尻ソープ（3月20日、Fitch）
- JUNE LOVEJOY(24) 外国人教師 個人レッスン終わりにラブホ（4月2日、SODクリエイト）
- ホームステイ中のアメリカ美女に純ジャパ友人が憑依した!! 「外人ま○こくっっっそ気持ちいいわ〜」とか言いながら、俺を誘ってきたので無茶苦茶ハメ倒したった笑（4月9日、SODクリエイト）
- KMPVR洋モノ解禁!! めちゃくちゃ愛嬌があってキレイな留学生と同棲を始めたらこんなにも最高なSEXに巡り逢えた（4月22日、KMPVR）
- すごいデカ尻&ムチムチ太もも&デカ乳首で日本語うまいけどイク時つい英語になっちゃうブロンド彼女と性交【生ハメ】 肉厚のデカ尻弄りまくり&超・覆いかぶさり正常位とデカ尻打ち抜きバックとパンパン音すごいデカ尻騎乗位と対面座位【中出し】（5月31日、アリスJAPAN）
- 神尻 金髪性豪 青い瞳に見つめられ 甘〜いラブイチャSEX（6月6日、ブイワンVR）
- 英会話教室のアメリカン先生がアナタの自宅で個人レッスン! 先生、わざとエロい発音してますよね?耳元で囁かれる淫語にキャントストップ勃起!むちむちヒップに杭打ちされ中出し!（7月31日、プレミアム）
- 性処理専用金髪メイド 玩具&チ●ポ漬けで完全マゾ性●隷へ調教済み（8月13日、TEPPAN VR）
- 性欲強めな金髪ワイフとイチィチャ子作り新婚生活体験VR（8月20日、本中）
- デカチンねじ込まれアヘ顔晒す変態外国人コスプレイヤー（9月11日、ナチュラルハイ）
- 留学生だらけのシェアハウスに入居することになった僕（11月30日、TMA）
- ガンジガラメ オンナの感度が勝手に高まるこの世でイチバン効く前戯（12月4日、ワープエンタテインメント）

- 爆尻ドジっ子!金髪美女の恩返しLOVE & SEX（3月1日、ちんちんVR）
- 金髪外人夫婦NTR 旦那の目の前で犯されて…。 お願いします、これで最後にして下さい。（5月28日、ちんちんVR）
- 乳首責め専門デリヘル嬢 じ〜っくりね〜っとり騎乗位で生中出し（8月26日、Mr.michiru）

- ジューン・ラブジョイ 女体観察（2月16日、ダスッ!）

### アダルト配信
- ジューンラブジョイ（デジグラ）
- 【初撮り】【fromカリフォルニア】【桃色勃起乳首】グレーの瞳の白人美女。母国に居る彼氏に内緒で始めるエッチなバイト。日本人の硬い男根に.. 応募素人、初AV撮影 136（3月7日、シロウトTV）
- ジューン（3月27日、シロウトHouse）
- ケイト（4月30日、令和素人伝説）
- ラブジョイさん（4月30日、ゲリラ）
- June&まさき（5月22日、しろうとまんまん）
- No.1027 ジューン・後藤（5月28日、舞ワイフ）
- ジューン（5月28日、おっぱいちゃん）
- 飛行機痴漢 金髪LA娘を彼氏の前でイカセまくれ!（6月15日、ナチュラルハイ）
- ラグジュTV 1279 美人教師が日本流のセックスに憧れてAV出演!羞恥心を煽られながらねっとりとした前戯に頬を染め、ムッチムチなカラダをビクつかせ敏感に反応!憧れの日本人男優の巨根に瞳を潤わせ、本能全開で乱れまくる!（7月27日、ラグジュTV）※「エミヤ」名義
- No.1048 ジューン・後藤 蒼い再会（8月11日、舞ワイフ）
- #792 June（8月23日、S-Cute）

- アイchan（2月5日、素人ホイホイZ）
- 日本文化を学びにやってきた外国人留学生を性感マッサージでとことんイカせてみた（4月23日、パラダイステレビ）
- Youは何でまた日本のAVへ? カリフォルニアからやってきたジューンちゃん(24歳)（6月25日、パラダイステレビ）
- 【ワクチン接種済み】コロナ禍で緊急来日デカ尻フランス妻。新婚翌週に速攻3P浮気♡前から後ろからハメまくりイキまくりアルコールまみれ精子まみれ4連続孕ませ中出し♪【OMG】（7月26日、心斎橋ハードコア）
- 【クセ強女#011】デカ尻ゴスロリ留学生23歳 made in japan玩具でアヘ顔絶頂→喉奥イラマで悶絶→頸動脈極めギャン突きファックのエンドレスループ激ヤバキメパコ♡（8月24日、ビーストたけし）
- リズ（10月24日、しろうとエチチ.ch）
- シャルロット（11月19日、ハメドリネットワークSecondEdition）
- メアリー（12月27日、今ドキ女子の性事情）

- 新・街頭シ●ウト娘ナンパ 「アナタのおっぱい見せて下さい!」 6（1月14日、パラダイステレビ）
- 錦糸町の外国人パブは確実にヤレる説 〜異国の匂い立つオマ●コにたっぷり中●し（3月11日、パラダイステレビ）
- 家庭教師はノーブラ外国人留学生 フェロモンむんむんエロ乳エロ尻に妄想を抑えきれずボッキしてGOOD!（5月6日、パラダイステレビ）
- クレア（12月12日、ハメドリネットワークSecondEdition）
- 3年H組金パツ先生 完全版 〜ジューン・ラブジョイが裸で教える外国人と最高に気持ちいいSEXをする方法（12月23日、パラダイステレビ）

- JUNE（1月6日、鉄人2号さん）

### イメージDVD
- 恋のハレンチ IN USA（2020年4月24日、サムバディ）※「ジューン」名義
- ヴィーナス・テルメ June Lovejoy（2021年2月26日、オルスタックソフト販売）

## 出演

### テレビ
- ジューン・ラブジョイのリピートアフターミー（2020年7月5日、エンタ!959）[25]
- プライムTV（2020年9月1日、エンタ!959）[26]
- 他人のSEXで生きてる人々 3 #14（2021年4月1日、ヌーヴェルパラダイス）[27]
- モテるの法則 season15 #3（2021年6月1日、エンタメ〜テレ）[28]
- もう!バカリズムさんの超H! #26（2021年8月30日、フジテレビONE）[29]
- お願いランキングそだてれび「異国晩酌酒肴」（2024年3月11日、テレビ朝日）

### インターネット配信
- YouTubeチャンネル「はだかいっかん!－Born of a woman－」（2020年12月11,15日,2021年1月3,5,11日、YouTube）[30][31][32][33]
- 全裸監督 シーズン2 第1,2話（2021年6月24日 全話配信、Netflix）
- 給与明細 （2022年8月15日、ABEMA）[34]
- BAZOOKA!!!（2022年10月8日、ABEMA）
- ニューヨーク恋愛市場（2022年11月15日[35]、ABEMA）

### 映画
- 激マブ探偵なな 手淫が炸裂する時（2021年7月2日公開、オーピー映画） - 「霞・ラヴクラフト」役
- グッドバイ、バッドマガジンズ（2022年10月28日、ピークサイド）- 「ジューン・ラブジョイ」役
- 新橋探偵物語2 ダブルリボルバーラヴ（2022年12月3日、オーピー映画） - 「霞・ラヴクラフト」役[36]

### ラジオ
- トイズハート放送局（2022年10月22日、ラジオ関西）[37]

## 掲載

### 雑誌
- 月刊FANZA 2020年4月号（ジーオーティー） - インタビュー「HATSUMONO!」
- 週刊プレイボーイ 2020年6月8日号（集英社） - インタビュー「ヘイ、尻!! 次世代AV女優「尻映え」ベスト10!!」
- 週刊大衆 2020年7月20日号（双葉社） - インタビュー「人気AV女優15人「処女喪失&アソコの秘密」告白」
- 週刊アサヒ芸能 2020年8月13・20日 合併特大号（徳間書店） - 国際AV女優「オフパコ」座談会
- 週刊アサヒ芸能 2020年9月17日号（徳間書店） - グラビア「この113センチ巨尻がすごい!」
- FLASH 2020年9月29日・10月6日合併号（光文社） - インタビュー「Youはナニしに日本へ? 金髪ブームがやってきた!」

## 連載
- ENJOY!!LOVEJOY（2020年4月5日 - 8月16日、東京スポーツ）